# Cervoglenea
Cervoglenea is een kevergeslacht uit de familie van de boktorren (Cerambycidae). De wetenschappelijke naam van het geslacht werd voor het eerst geldig gepubliceerd in 1951 door Gressitt.

## Soorten
Cervoglenea is monotypisch en omvat slechts de volgende soort:
- Cervoglenea lata (Gressitt, 1935)